# 星界の戦旗 (ゲーム)
『星界の戦旗』（せいかいのせんき）は、2003年9月26日にガイナックスから発売されたWindows用ウォー・シミュレーションゲームである。本作は森岡浩之のSF小説『星界の戦旗』のゲーム化作品であるが、ゲームの序盤部分は小説『星界の紋章』にあたる時期の内容を扱っている。
2005年4月21日にはサイバーフロントからPlayStation 2版が発売された。
本作はキャラクターと艦船ユニットを組み合わせて艦隊を編成し、ステージクリアを目指すウォー・シミュレーションゲームであり、7つのステージで構成されている。前作「星界の紋章」からの変更点として、本作では1隻につき1キャラクターを艦長として配置出来、そのために固有の名前とグラフィックを持つキャラクターが原作に登場したキャラクターも含めて40人近く登場する。またヘクスマップを採用し、ゲーム進行はリアルタイム制からターン制になった。前作同様、ゲーム中の表記をアーヴ語に変えるモードを搭載している。

## あらすじ
帝国暦952年、翔士修技館（士官学校）の教官である主人公は、自身が艦長を務める巡察艦ローラロスでローム203臨時演習拠点に向かって平面宇宙を航行していた。しかしその途上、突然実弾機雷の攻撃を受ける。ローラロスは何とか機雷を凌ぎローム203門から通常宇宙へ滑り出るも、人類統合体の大艦隊に包囲されたローム203臨時演習基地を目の当たりにする。正規の翔士（士官）で生き残っていたのは2名のみで残りは全員修技生（士官候補生）という状況を知らされ、主人公は「この場で最上級の翔士は貴方だ」と告げられてしまう。

## ゲームのオリジナル設定

### ローム203臨時演習拠点
ローム203門の最寄の惑星の軌道上にある、星界軍の宇宙ステーション。帝国暦952年に人類統合体の大艦隊に攻撃され、正規の翔士は修技生を守るために盾となり拠点司令官を含むほぼ全員が戦死した。主人公が到着した時点では、人類統合体艦隊は残存戦力を警戒して拠点を包囲するに止まっている状態である。人類統合体は過大評価しているが、実際の拠点の残存戦力はガルム級突撃艦8隻にヘージュ級護衛艦1隻という、吹けば飛ぶようなものだった。

### 演習艦隊
ローム203臨時演習拠点から生還して以降の主人公が指揮する部隊の通称。星界軍の戦力不足を補うため、ローム203臨時演習拠点で主人公が修技生をまとめて編成した寄せ集めの艦隊を、人員もそのままに正規軍へ組み入れた部隊。トライフ提督の艦隊に所属する分艦隊の1つであったり、スポール提督の偵察分艦隊「フトゥーネ」の一翼を担ったりしているので、それぞれの作戦時における正式な部隊名もちゃんとあるはずなのだが、ひたすら「演習艦隊」と呼ばれ続けている。

## 主な登場人物
以下はゲームオリジナルのキャラクターと、原作に登場するが大幅なオリジナル設定が追加されているキャラクターのみを扱う。その他の原作登場キャラクターは星界シリーズの登場人物を参照のこと。声優はPS2版。※は前作を初出とするキャラクターである。また、人類統合体側には固有の名前とグラフィックを持つ敵キャラクターが一切登場しない。
主人公
男性。修技館の教官を務める百翔長（大佐に相当）。演習で使用される巡察艦ローラロスの艦長でもある。
出身氏族名はアブリアルを除いたアーヴ根源二九氏族の中から選ぶか、プレイヤーがオリジナル氏族を任意に設定できる。また、容姿は選択した出身氏族によって変化する。
仕事が趣味のような人物で、やる事が無くなると仕事を求めて艦内を徘徊し、本来は従士（下士官以下の軍人）がやるような貨物の運搬などの肉体労働まで手伝い始める。
よく忙しさを理由に食事を抜いたり徹夜したりする事があるため、部下から健康状態を心配されている。礼儀や規則にゆるく、部下ともフランクな付き合い方をする。周囲からは「アーヴにしては常識的で、教官らしくない」と評価されている一方、部下からの信頼は厚く、また修技生からも慕われている。
ルブラニー
声 - 沢海陽子
ローム203臨時演習拠点の十翔長（少佐に相当）を務める女性翔士。き残りの中で最上級の階級だったため指揮を執っていたが、より上位の主人公が来たため指揮権を渡し、本職の参謀として主人公に仕える。主人公の想人（恋人）になる可能性がある。
髪色は薄い青緑で、セミロングだが、モミアゲは胸に届くほど長い。
危機的状況において気丈に振舞っているが、実は拠点司令官とは想人関係にあり、その死から立ち直れないでいる。彼女と親しくなると、想人の死を乗り越えた彼女と新しい一歩を踏み出す事になる。
サムソン・ボルジュ＝ティルサル・ティルース
ローム203臨時演習拠点の列翼翔士（少尉に相当）。惑星ミッドグラット出身の地上人（非アーヴ種）男性だが、翔士なので法的な身分はアーヴである。髪は茶色の短髪。
主人公到着後はローラロスに編入され、空席だった監督（機関主任）に就く。従士からの叩き上げの翔士で、階級は低いが経験豊富で有能な人物。主人公と馬が合い、種族や階級を超えた友人になる。またローラロスに乗って拠点へやって来たソバーシュとも親しくなり、呑み友達になった。
モーム
ローム203臨時演習拠点で生き残った女性修技生で、臨時艦長に選ばれたメンバーの1人。主人公の想人になる可能性がある。髪色は緑だが、モーム家は2世代前まで地上人だったため、これに由来する家徴（一族に共通する身体的特徴）で右の前髪の一部が黒い。
出自にコンプレックスを抱いており、人一倍アーヴらしくあろうと努めているが、そのせいで生真面目で融通のきかない堅物になってしまった。規則にも厳しく、違反者には罰として「モップがけ」を強要する。
彼女と親しくなると、緊張の糸が切れて制服のまま靴も脱がずにベッドで寝入っている姿など、普段と違う一面を見る事が出来る。しかし細かい事に拘るため、ささいな事ですぐに機嫌を損ねる。
セリユ
ローム203臨時演習拠点で生き残った修技生で、臨時艦長に選ばれたメンバーの1人。女性。主人公の想人になる可能性がある。髪色は水色で、ショートカット。
弟妹が大勢いるため、非常に面倒見の良い性格をしている。特にケンカの仲裁が得意で、相手が上官であっても構わず叱り飛ばし、あまりの迫力にサムソンが恐れをなす。明るく元気な優等生だが、修技生でありながら突然艦長を任され大勢の部下の命を預かる事になってしまった重責に耐えられず、人目に付かぬよう倉庫の隅で泣く事がある。
彼女と親しくなると、主人公の健康管理に一役買ってくれる。
シュトム
ローム203臨時演習拠点で生き残った修技生で、臨時艦長に選ばれたメンバーの1人。女性。主人公の想人になる可能性がある。髪は明るい緑でセミロング、髪の先が内側に大きくカールしている。アホ毛付き。背は低いが巨乳である。
褒められても怒られてもすぐ泣くうえ、動揺しやすい。非常に頼りない性格だが、実は戦術理論に関して極めて優れた才能の持ち主であり、上官らを唸らせるほど見事な作戦を提案する事がある。
彼女と親しくなると、私生活でべったり甘えられて彼女のネコの世話までするはめになる。
キュリア
ローム203臨時演習拠点で生き残った修技生で、臨時艦長に選ばれたメンバーの1人。女性。主人公の想人になる可能性がある。髪色は暗い青で、セミロング。
裕福な家に生まれたものの、両親が放任主義だったために愛情を感じられず、グレてしまった。反抗的で、自室にクルーを集めギャンブルをして金を巻き上げるなど、トラブルが絶えず、サムソンのように彼女に借金をしている者もいる。
彼女と親しくなると、主人公に好意を抱きながらそれを素直に表現出来ない、可愛らしい一面を見せる。
ファチェット
ローム203臨時演習拠点で生き残った修技生で、臨時艦長に選ばれたメンバーの1人。女性。主人公の想人になる可能性がある。髪色は薄い緑で、長い髪を耳の辺りで筒状の髪飾りで纏めている。
宗教などの超常的な思想を持たないアーヴには珍しく、占いや呪いに傾倒しており、高い確率で占いが当たる。いつも無口・無表情で、たまにオカルトめいた事を口走るが大抵の場合周囲の人間には理解されていない。彼女と親しくなると、運命の相手として認定される。
リュージュ・ウェフ＝カーロス・トロット※
ローム203臨時演習拠点で生き残った修技生で、臨時艦長に選ばれたメンバーの1人。男性。
育児のために取っていた長期休暇明けで、再訓練中につき修技生となっている列翼翔士（少尉に相当）。訓練修了と同時に後衛翔士（中尉に相当）になる予定。
尋常ではないレベルの子煩悩で、誰彼構わず息子（2歳）の写真を見せて自慢話を聞かせる。実務経験があるため、能力面では非常に優秀。
イシュエル・ウェフ＝ボルティージュ・イシュダル※
ローム203臨時演習拠点で生き残った修技生で、臨時艦長に選ばれたメンバーの1人。男性。
大企業の御曹司で、業を手伝いながら星界軍に入隊した。能力は平均的で士気も高いが、極度のお喋り好きで脈絡の無い話を延々と喋り続ける。
ソバーシュ・ウェフ＝ドール・ユース
主人公が指揮する巡察艦ローラロスに回航要員として乗務していた前衛翔士（大尉に相当）。男性。水色の髪が特徴。
演習用のため回航要員ばかりで定員も揃っていなかったローラロスで、主人公の副官的立場にいた。ローラロスをローム203臨時演習拠点に届けた後、別の船ですぐ拠点を離れる予定だったが、予期せぬ事態に巻き込まれ主人公の下に留まる事になった。前職は貿易船の船長で、人生経験も豊富である。
フォシュデール・ボルジュ＝ファンドゥル・アドゥール※
主人公が指揮する巡察艦ローラロスに回航要員として乗務していた男性列翼翔士。
前作と変わって神経質な性格になり、表情も余裕が無くなっている。ジンクスにこだわっており、ローラロスがつて乗っていて沈んだ艦「同じ名前だというだけで嫌悪感を示している
アトルージュ
補充メンバーとして主人公の艦隊に配属されてくる女性十翔長。主人公の想人になる可能性がある。髪色は赤紫で、長い髪をいくつかの輪にして纏めている。
豊満なプロポーションの妖艶な女性で、男と見れば誰彼構わず誘惑するという悪癖の持ち主。常に流し目。
彼女と親しくなると、困った時にかつての想人が助けてくれる事がある。
エクリュア・ウェフ＝トリュズ・ノール
所属していた練習艦隊が壊滅し、主人公の艦隊に救助されそのまま編入されてくる十翔長。女性。主人公の想人になる可能性がある。
髪色は水色で、セミロングの毛先はカールしている。無表情で必要な事以外はほとんど喋らないため、捉えどころがない一方、スピード狂としての一面もある。また、お化けと猫が嫌い。
スポール・アロン＝セクパト・レトパーニュ大公爵・ペネージュ
指揮する第1艦隊が壊滅的打撃を受け、主人公の艦隊に救助を求めてくる提督（中将に相当）。女性。主人公の想人になる可能性がある。髪色は青紫で、豊かな長髪を三つ編みにしている。
救助に成功すると、主人公の艦隊に部下として押し掛けてくる。彼女と親しくなると、公私混同紛いの手法で何かと便宜を図ってくれる。
フォルシュ・アロン＝フリート・ヤルリューム・アルネージュ※
補充メンバーとして主人公の艦隊に配属されてくる女性翔士。貴族出身で、誇りを持って翔士としての使命を果たそうと務めているが、若干空回り気味。
マーヴェジュ・ウェフ＝サティ・サンシア※
補充メンバーとして主人公の艦隊に配属されてくる助成十翔長。「上品で優雅な戦い方」というものを模索している。
バルネイ
補充メンバーとして主人公の艦隊に配属されてくる列翼翔士。男性。髪色は薄紫で、長髪をオールバックにしている。大柄で筋肉質な体格だが、気が小さい。
ジャネイ
補充メンバーとして主人公の艦隊に配属されてくる翔士。男性。髪色は薄い緑で、長髪を2つに分けて纏めている。
成人男性だが、小柄で少年（もしくは少女）のような外見をしている。貿易会社の経営者でもあり、なんでも経済や事業に結び付けて考える癖がある。
アーサン
補充メンバーとして主人公の艦隊に配属されてくる十翔長。男性。髪色は薄い緑で、ウェーブのかかった長髪。
長身の美形で、男女関係なく恋愛のために生きているような人物。
ベルシン
補充メンバーとして主人公の艦隊に配属されてくる十翔長。男性。髪色は緑で、髪を額の端辺りで分けて反対側へ流している。
独特の美的感覚を持っており、艦艇を想人に例えて異常なまでの愛情を注ぐ。
ファイニ
補充メンバーとして主人公の艦隊に配属されてくる翔士。女性。
ルセーダ
補充メンバーとして主人公の艦隊に配属されてくる翔士。女性。
サナムルージュ
補充メンバーとして主人公の艦隊に配属されてくる翔士。男性。
ラクト
補充メンバーとして主人公の艦隊に配属されてくる翔士。男性。
ルクポート
補充メンバーとして主人公の艦隊に配属されてくる翔士。女性。
グリュカシア※
補充メンバーとして主人公の艦隊に配属されてくる翔士。女性。
イリドア
補充メンバーとして主人公の艦隊に配属されてくる翔士。男性。
サムパリューニュ
補充メンバーとして主人公の艦隊に配属されてくる翔士。男性。
ベナンハニー
補充メンバーとして主人公の艦隊に配属されてくる翔士。男性。
ラーシュ
補充メンバーとして主人公の艦隊に配属されてくる翔士。男性。
リメル※
補充メンバーとして主人公の艦隊に配属されてくる翔士。女性。
ルーフ※
補充メンバーとして主人公の艦隊に配属されてくる翔士。男性。前作のオリジナルキャラクター。
リヒュージュ
補充メンバーとして主人公の艦隊に配属されてくる翔士。女性。

## 兵器

### アーヴ帝国の兵器
今回は主人公の艦隊に配備される全ての艦艇に、固有の艦名と艦章旗が設定されている。なおアーヴ帝国の一般艦艇の船体塗装は全てグレーで統一されている。
ガルム級突撃艦
序盤の主力となる、機動力に特化した級。機雷迎撃能力は巡察艦の半分。戦闘時は船体の前半分が上下左右4方向にスライドし、主砲を展開する。
武装は、反陽子砲1門（船体中心部に内蔵）、凝集光砲4門（艦首方向2、艦尾方向2）。
ロイル級突撃艦
ガルム級より質量が減り火力値が上がったが、耐久値が低下してしまっている。機雷迎撃能力はガルム級同様、巡察艦の半分。戦闘時は船体の前半分が上下にスライドし、主砲を展開する。
武装は、反陽子砲1門（船体中心部に内蔵）、凝集光砲2門（360度可動）。
ヘージュ級護衛艦
機雷迎撃に特化した級。前作の護衛艦は艦艇同士の直接戦闘において完全に役立たずだったが、今回のヘージュ級の火力値はガルム級よりわずかに劣る程度。
武装は、凝集光砲16門（艦首方向8、艦尾方向8）のみ。
ロス級巡察艦
高い耐久値と火力値が売りの級。ただし質量はロイル級の倍、機雷迎撃能力はヘージュ級の半分。巡察艦は艦艇同士の直接戦闘で主力となる級だが、カウ級の登場でロス級は旧式化しつつあるという設定のため、主人公のローラロスを含めて3隻しか登場しない。
武装は、反陽子砲1門（艦首に設置）、凝集光砲40門（船体側面に内蔵）、電磁投射砲6門（艦首方向4、艦尾方向2）。加えて機雷を8発積載している。
カウ級巡察艦
ロス級に代わって配備が進む最新鋭級。ロス級では丸出しだった電磁投射砲の砲塔は船体に内蔵され、戦闘時には船体表面の一部がスライドして砲塔が展開される。ロイル級の倍もある火力値はゲーム中で最大だが、ロス級よりも質量が2割以上も増加してしまっている。機雷迎撃能力はロス級同様、ヘージュ級の半分。
武装は、凝集光砲50門（船体側面に内蔵）、電磁投射砲8門（艦首方向4、艦尾方向4）。加えて機雷を16発積載している。
コーヴ級襲撃艦
突撃艦と巡察艦のハーフのような級。質量と火力値はロス級と同じだが、耐久値が6割減、機雷迎撃能力も若干劣る。
武装は、凝集光砲30門（船体側面に内蔵）、電磁投射砲4門（艦首方向のみ）。機雷は積載していない。
ソーフ級戦列艦
機雷攻撃に特化した級。船体の前半分が縦に開き、その断面にずらりと機雷射出口が並んでいるのは前作の戦列艦と同じだが、その機雷射出口の数がかなり増えている。質量はロス級の4倍以上もある上、火力値はヘージュ級の半分しかなく、艦艇同士の直接戦闘においては前作にも増して役立たずである。ただしコーヴ級並みの機雷迎撃能力がある。
武装は、凝集光砲12門（船体各部に設置）のみ。機雷積載数は40発。
クテール級輸送艦
他の友軍艦艇の耐久値・物資値・機雷積載数を回復する事が出来る、前作の補給艦に相当する級。前作同様、1隻のクテール級がそのステージ中に回復出来る総量は上限が定められており、耐久値を400、物資値を80、機雷積載数を40までとなっている。ただし、拠点と同じヘックスにいると、拠点に備蓄されている耐久・物資・機雷を積み替える形で回復量を回復させることが可能であるが、この場合も拠点の備蓄値を超える量の回復は出来ない。
耐久値だけはロス級と同等なものの、ソーフ級を超える質量とガルム級・ロイル級にも劣る機雷迎撃能力で、攻撃を受けると手も足も出せない。
武装は、凝集光砲4門（船体各部に設置）のみ。

### 人類統合体の兵器
人類統合体の一般艦艇の船体塗装は全て緑で統一されている。
突撃艦
艦本体とほぼ同じ全長の巨大な核ミサイルを主に使うため、突撃艦というよりも雷撃艦といった方が近い。船体構造のせいか、アーヴ帝国の突撃艦より耐久値が高いが、反面質量が重く機雷迎撃能力は半分しかない。
武装は、反陽子砲1門（艦首に内蔵）、凝集光砲7門（内1門は可動式）、熱核弾道弾4発。
護衛艦
機雷迎撃能力に特化した級だが、突撃艦を改修して建造された級であるため、その能力は微妙なところ。
武装は凝集光砲9門（内3門は可動式）のみ。
巡察艦
アーヴ帝国のロス級とほぼ同等の能力を持つが、質量が1.5倍以上もある。やはりロス級と同様、旧式化しつつある。
武装は、連装凝集光砲24門（船体各部に内蔵）、電磁投射砲6門（艦首方向4、艦尾方向2）。加えて機雷を8発積載している。
新型巡察艦
耐久値や機雷迎撃能力はアーヴ帝国のカウ級と同等だが、なぜか火力値が据え置きされている。また質量が大幅に増加して、ロス級の倍以上もある。攻撃よりも防御に優れた級で、沈めるのに手間取って損害が蓄積すると厳しい。
武装は、連装反陽子砲2門（船体側面に設置）、連装凝集光砲12門（船体各部に内蔵）、電磁投射砲4門（艦首方向2、艦尾方向2）。加えて機雷を10発積載している。
戦列艦
機雷攻撃に特化した級。前作に登場した戦列艦と全く同じデザインで、船体が中央で左右に開き、その断面にずらりと機雷射出口が並んでいる。しかし今回は機雷の積載数が少ない事を除き、艦自体の能力はアーヴ帝国のソーフ級より優れている。火力値もアーヴ帝国のヘージュ級と同等なので、油断は出来ない。
武装は、連装凝集光砲8門（船体各部に内蔵）のみ。機雷積載数は30発。
輸送艦
前作には登場しなかった新型。艦橋ブロックと船尾スラスターは新型巡察艦と同じものが設置されており、船体側面に多数のコンテナが接続されている。アーヴ帝国のクテール級とほぼ同等の能力があるものの、回復機能を持っているわけでもなく、本当に何の役にも立たない居るだけの級。
武装は、連装凝集光砲4門（船体各部に内蔵）のみ。

### その他の兵器
軌道要塞
惑星の軌道上や門付近に設置されている宇宙ステーション。アーヴ帝国も人類統合体も、全く同じデザインのものを使用している。
カウ級の倍以上もある耐久値にロス級と同等の火力値、ヘージュ級に匹敵する機雷迎撃能力を持つ。さらに機雷を30発積載しており、接近すると浴びせかけてくる。
ローム203臨時演習拠点も軌道要塞である。